# ОШ „Емилија Остојић” ИО Лорет
ОШ „Емилија Остојић” ИО Лорет, у насељеном месту на територији општине Пожега, издвојено је одељење ОШ „Емилија Остојић” из Пожеге.
Школска зграда почела је са радом 1955. године и тада је у њој наставу похађало 44 ученика, смештених у једно одељење. Школа је у солидном стању, а располаже са две учионице од којис се једна користи, простором за ђачку кухињу која не ради због малог броја ученика. Простор је снадбевен водом са сопственог водовода, који је делимично реновиран прошле године.
Наставу у овој школи данас похађају само два ученика.